# Inonotus setulosocroceus
Inonotus setulosocroceus är en svampart som först beskrevs av Cleland & Rodway, och fick sitt nu gällande namn av P.K. Buchanan & Ryvarden 1993. Inonotus setulosocroceus ingår i släktet Inonotus och familjen Hymenochaetaceae.   Inga underarter finns listade i Catalogue of Life.